# Schronisko Andrejcová
Schronisko Andrejcová (słow. Útulňa Andrejcová) – schronisko turystyczne na Słowacji, w Niżnych Tatrach, pod szczytem Andrejcová (1520 m).
Przy marszu głównym grzbietem Niżnych Tatr wolno nocować według Regulaminu Parku Narodowego Niżne Tatry (NAPANT-u) tylko w niektórych miejscach. Jednym z nich jest schronisko turystyczne pod Andrejcovą i jego bliska okolica. Woda jest dostępna bezpośrednio na grzbiecie bez konieczności schodzenia w dół i tracenia wysokości.

## Opis
Schron znajduje się około 80 metrów na północ od skrzyżowania szlaków pod Andrejcovą. Idąc od Veľkiej Vápenicy widać go ze szlaku. Z przeciwnego kierunku – przy schodzeniu z Andrejcovej – widok nań zasłania kosodrzewina, a kto go nie zauważy (np. po ciemku, podczas mgły), może go minąć.
Na murowanym fundamencie stała prosta, zrębowa budowa z gontowym dachem. Przez niewielki przedsionek wchodziło się do jedynego pomieszczenia, w którym były nad sobą wzdłuż ściany umieszczone dwie drewniane prycze. Obok był stół z ławą, a w kącie piec w opłakanym stanie. Dach tworzyła jedynie warstwa prostych desek.
Bezpośrednio przed schronem jest pod daszkiem obfite źródło, a wyżej jest palenisko. Przy nim i pomiędzy kosodrzewiną wzdłuż prowadzącego tu szlaku są wygodne miejsca do rozbicia namiotów.
Po około 40 latach swojego istnienia doczekał się ten popularny schron na głównym grzbiecie Niżnych Tatr remontu. Tego zadania podjął się SZOPK Nízke Tatry we współpracy z NAPANT-em. Fundusze zostały zebrana w ramach programu „Odnówmy Tatry” (słow. Obnovme Tatry).
Ogólna charakterystyka schronu nie zmieniła się – jest to prosta drewniana budowla na murowanym fundamencie. Powstał nowy przedsionek, pod którym jest drewutnia. Całkowicie nowy jest gontowy dach, wzmocniona jest jego konstrukcja. Schron ma nowe okna, drzwi i inne drobne elementy. Do głównego, jedynego pomieszczenia, przybyły dwa nowe, więc schron ma całkowicie trzy przestrzenie mieszkalne:
- główna izba, w której są łóżka piętrowe dla około 12-16 osób, na ziemi jest miejsce dla dalszych 8 nocujących. W izbie jest jeszcze stół z ławą
- na poddaszu powstała nowa izba, do której prowadzą schody z przedsionka. Wygodnie wyśpi się tu 8 osób
- wzdłuż głównej izby przybyła nowa, wąska izdebka, w której jest piec (tym razem już działający i niedymiący) i stół z ławami. Nie jest bardzo wygodna do przespania się, ale może się tu zmieścić do 3 osób.

Całkowita pojemność schronu wynosi teraz (2012 r.) około 30 osób, przy większym tłoku oczywiście więcej. Remont przyniósł istotną zmianę – sławojkę. Rozwiązał się tym samym znany problem w postaci zanieczyszczonych okolic schronu. Sławojka jest przenośna, więc po jej wypełnieniu można ją przenieść kawałek dalej. Troszczy się o schron zarząd NAPANT-u. Jego strażnicy nie tylko wywożą odpady z kontenera (około 2-3 razy rocznie, według potrzeb), ale uzupełniają zapas drewna i utrzymują schron.
Przy schronisku w sezonie turystycznym działa bufet.

## Szlaki turystyczne
Obok schroniska biegnie główny szlak graniowy Niżnych Tatr – Cesta hrdinov SNP (czerwony). Przy schronisku dołącza do niego niebieski szlak z miejscowości Pohorelá, a w bliskiej odległości od schroniska z miejscowości Liptovská Teplička.
  odcinek: Telgárt – Kráľova hoľa – Stredná hoľa – Orlová – Bartková – Ždiarske sedlo – Andrejcová – Priehybka – Veľká Vápenica – Priehyba – Kolesárová – sedlo Oravcová – Oravcová – Zadná hoľa – Ramža – Jánov grúň – Bacúšske sedlo – Sedlo za Lenovou – Czertowica – Kumštové sedlo – Králička – Schronisko Štefánika
   Liptovská Teplička – Výpad, rázcestie – Ždiarska dolina – Budnarka – Pod Košariskami – czerwonym szlakiem do schroniska Andrejcová. 13,3 km, czas przejścia: 3.45 h
  Pohorelá – schronisko Andrejcová (2 h 30' – 3h)